# ジム・モンゴメリー
ジム・モンゴメリー（James Paul "Jim" Montgomery、1955年1月24日 - ）は、アメリカ合衆国の男子競泳選手。

## 経歴・人物
ウィスコンシン州マディソン出身。1976年モントリオールオリンピックの100m自由形、400mメドレーリレー、800mリレーでいずれも当時の世界新記録で3個の金メダル、また200m自由形でも銅メダルを獲得した。
特に100m自由形では当時人類の夢と言われた50秒を切る49秒99の画期的タイムを決勝でマークして優勝した。
モンゴメリーの競泳スタイルは、強烈な8ビートのストロークより『人間魚雷』とも称された。